# Amphithemis vacillans
Amphithemis vacillans е вид водно конче от семейство Libellulidae.

## Разпространение
Видът е разпространен в Индия (Асам и Западна Бенгалия) и Мианмар.